# Погодаев, Иван Васильевич
Иван Васильевич Погодаев (1906― дата смерти не установлена) ― участник Великой Отечественной войны, снайпер 595-го стрелкового полка 188-й стрелковой дивизии 27 армии Северо-Западного фронта. Уничтожил 80 немецких солдат и офицеров.

## Биография
Родился в 1906 году в городе Якутск. По национальности — русский.
С началом Великой Отечественной войны был мобилизован в ряды Красной Армии. На фронте начал воевать с 20 июля 1941 года.
Боевой путь свой начал в должности автоматчика, потом командование оценило меткую стрельбу Ивана Погодаева и с мая 1942 года он уже воевал в качестве снайпера 595-го стрелкового полка 188-й стрелковой дивизии 27 армии Северо-Западного фронта. Уже к лету того же года он имел на своем счету 16 уничтоженных фашистов.
Красноармейская газета «На врага» от 1 июля 1942 года поместила на первой странице портрет Погодаева с подписью: «Один из учеников орденоносца снайпера Федора Чегодаева — знатный снайпер нашей части И. В. Погодаев, истребивший немало фашистов».
На его боевом счету записано 80 уничтоженных немецких солдат и офицеров. За боевые заслуги был награжден медалью «За отвагу». В одном из боев был тяжело ранен.
О дальнейшей судьбе меткого стрелка Ивана Васильевича Погодаева сведений нет. В республиканской книге Якутии «Память» указано, что он был демобилизован.
Гвардии сержант, снайпер, русский, уроженец г. Якутска. На боевом счету — 80 уничтоженных солдат и офицеров противника, в том числе десятерых заколол штыком в рукопашном бою. На фронт призван Якутским РВК. В действующей армии с 20 июля 1941 г. В начале воевал в роте автоматчиков, с мая 1942 г. — снайпер 595-го стрелкового полка 188-й стрелковой дивизии 27 армии Северо-Западного фронта. Награжден медалью «За отвагу». Был тяжело ранен, о дальнейшей судьбе героя сведений нет. В республиканской книге «Память» указано, что он был демобилизован.